# Лугавка
Лугавка — река в Минусинском районе Красноярского края, правый приток реки Енисей.
Длина реки — 53 км, площадь водосборного бассейна — 310 км². Исток находится в 3,5 км северо-восточнее села Тигрицкое, на высоте свыше 424 м, течёт в западном направлении, заметных притоков не имеет. Впадает в реку Енисей на южной окраине села Лугавское, на расстоянии 2931 км от устья.
По данным государственного водного реестра России относится к Енисейскому бассейновому округу. Код водного объекта — 17010300212116100012771.